# Henri-Charles Maniglier
Henri-Charles Maniglier (París, 11 de octubre de 1826-París, 1901) fue un escultor francés. Ganador de un 2.º Premio de Roma en escultura en 1851.

## Datos biográficos
Entra en la escuela de bellas artes en 1843 en la especialidad de escultura, alumno de Jules Ramey y Auguste Dumont, es laureado con un tercer prix de Rome en 1848 por la obra titulada Filóctetes partiendo a la batalla de Troya (Philoclète partant pour le siège de Troie), y un 2.º premio en 1851 por Los griegos y los romanos se disputan el cuerpo de Patroclo (Les Grecs et les Troyens se disputent le corps de Patrocle). Obtuvo el primer premio en 1856 por Romulus vainqueur d'Acron porte les premières dépouilles opimes au temple de Jupiter, desbancando a Ernest-Eugène Hiolle y a Auguste Lechesne .
Fue a su regreso profesor de escultura en piedra y mármol en la escuela de Bellas Artes de París de 1883 a 1901.
Residió en la villa Médicis de Roma de 1857 à 1861.
Caballero de la Legión de honor.
Mención de Honor en el Salón de París de 1861, medalla de 2.ª clase en 1863.
Está enterrado en la 22 división del cementerio del Père-Lachaise.
Un Daguerrotipo (anónimo) retrato de Henri-Charles Maniglier se conserva en el Museo Metropolitano de Arte de New York.

## Obras
Entre las obras de Henri-Charles Maniglier se incluyen las siguientes:

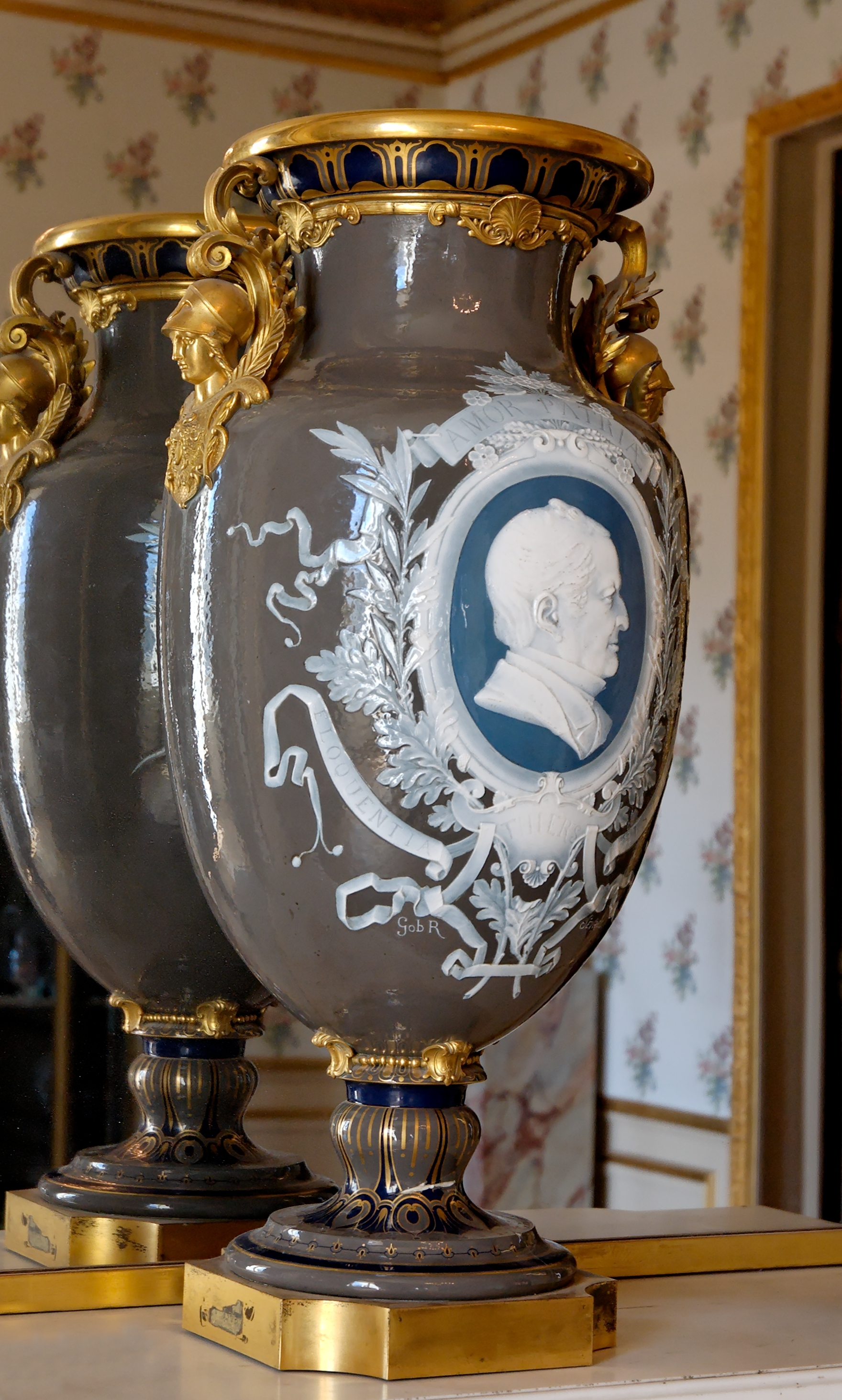
Vase dit de la Vendange

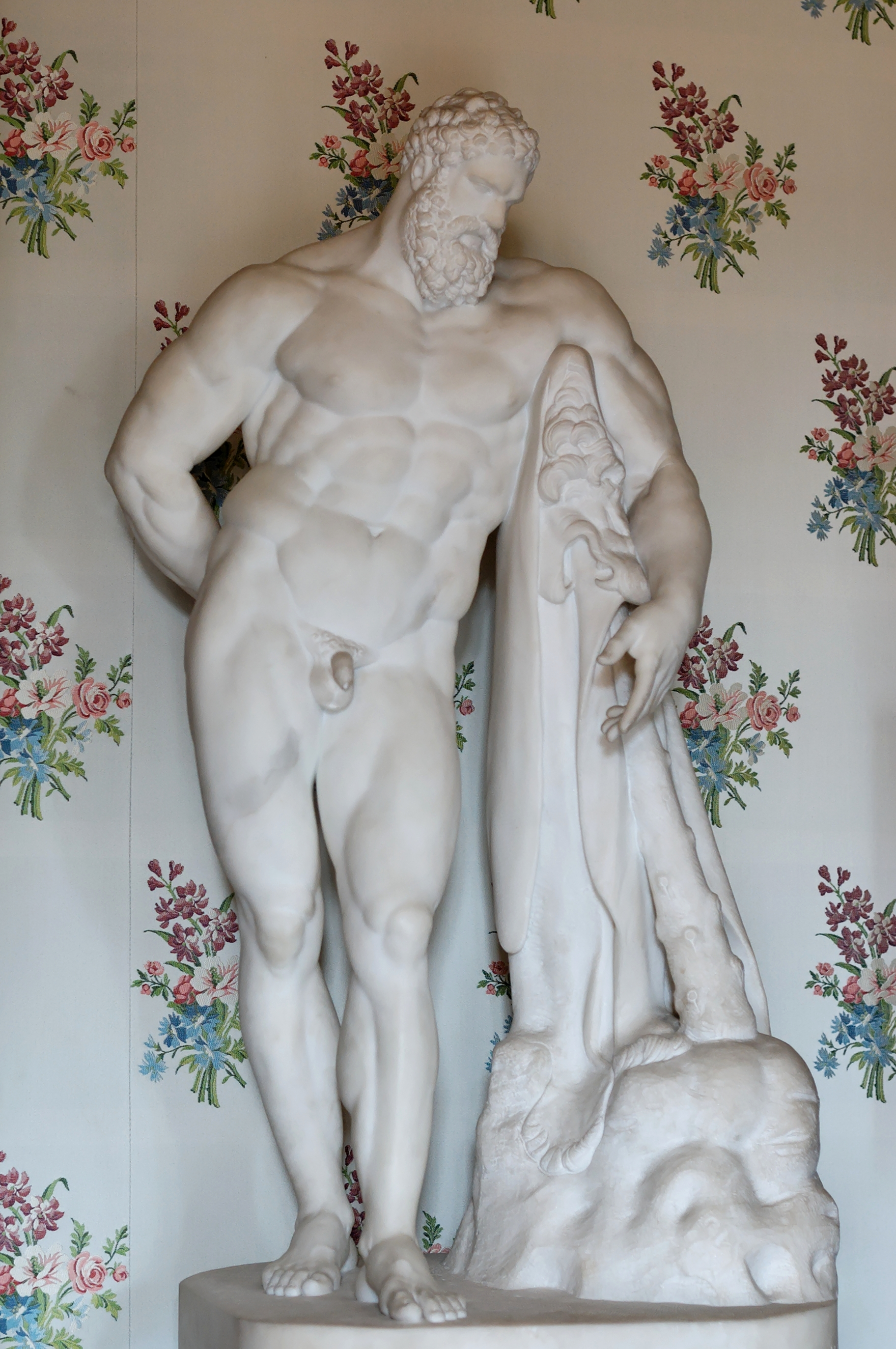
Hercule Farnèse

- 1852 Atención- Attention, busto en yeso, École nationale supérieure des beaux-arts[8]
- 1856 - Romulus vainqueur d'Acron porte les premières dépouilles opimes au temple de Jupiter, Premio de Roma de escultura de 1856, École nationale supérieure des beaux-arts[9]
- 1857 - Las glorias de Francia - Les gloires de la France del ala Enrique II del palacio del Louvre[10]
- 1857 - Las Bellas Artes - Les Beaux-arts del ala Mollien del Palacio del Louvre[11]
- 1862 - Un pastor tocando la flauta - Un berger jouant de la flûte, museo de bellas artes de Burdeos[12]
- 1868 - La Marina - La Marine, Museo del Louvre Departamento de las esculturas, (boceto preparatorio para el grupo del ático del pabellón de las Sessions del palacio del Louvre, en 1868 ; el museo del Louvre conserva igualmente el grupo en piedra de esta alegoría)[13]

- 1868 - La Marina-La Marine del ala del Pabellón de los Estados del palacio del Louvre[14]
- 1869 - Estatua de San Pedro en el interior de la iglesia de San Pedro de Montrouge[15]

- 1870 - Penélope llevando a los pretendientes al arco de Ulises - Pénélope portant aux prétendants l'arc d'Ulysse, Museo de arte y de Historia de Cholet[16]
- 1873-1874 - Jarrón llamado de la vendimia (del francés: ) de la Vendange }} de la Manufactura real de Sèvres, con el retrato de Adolphe Thiers, porcelana china y bronce perforado
- 1877 salón - La Fortuna - La Fortune, estatua bronce[17]

- 1878 salón - Guigniaut, busto, para el palacio del Instituto, encargado o adquirido por el Ministerio de Educación y Bellas Artes[18]
- 1878 - Frontón y bajo relieves del ala de Marsan del palacio del Louvre[19][20]

- 1879-1881 - Esclavo (a partir de Miguel Ángel), museo Condé[21]
- antes de 1881 - Hércules Farnesio, mármol a partir de la pieza clásica , antigua colección de Adolphe Thier, Museo del Louvre
- 1881 - Armero del siglo XV El escultor florentino - Le ciseleur florentin, estatua en bronce en el tribunal de Rethel, fundición Ferdinand Barbedienne[22]

- 1877-1884 - Bajorrelieves en la Iglesia de Nuestra Señora de Auteuil[23]
- nd - Esculturas de la fachada de la alcaldía del Distrito 11 representando la justicia, el matrimonio y el estudio.
- nd - La Ciencia y el Arte - La Science et l'Art, esculturas en las paredes laterales de la Ópera Garnier,[24][25]